# Desa Sukahurip (administrativ by i Indonesien, lat -6,19, long 107,16)
Desa Sukahurip är en administrativ by i Indonesien.   Den ligger i provinsen Jawa Barat, i den västra delen av landet, 30 km öster om huvudstaden Jakarta.